# Église Saint-Nicolas de Surduk
Pour les articles homonymes, voir Église Saint-Nicolas.
L'église Saint-Nicolas de Surduk (en serbe cyrillique : Црква Светог Николе у Сурдуку ; en serbe latin : Crkva Svetog Nikole u Surduku) est une église orthodoxe serbe située à Surduk, dans la province de Voïvodine, dans le district de Syrmie et dans la municipalité de Stara Pazova en Serbie. Elle est inscrite sur la liste des monuments culturels protégés de la république de Serbie (identifiant no SK 1573),.
L'église est dédiée à la Translation des reliques de saint Nicolas.

## Présentation
La première église de Surduk a été construite en 1746 mais, à cause de son exiguïté, un nouvel édifice a été construit en 1816 et achevé en 1818 ; cette nouvelle église est caractéristique du style baroque alors encore prédominant dans la région.
Elle abrite une importante collection de livres religieux des XVIIIe et XIXe siècles.